# حصان غالاواي القصير
حصان غالاواي القصير هو سلالة خيول منقرضة، كان موطنها الأصلي إسكتلندا وشمال إنجلترا. قيل إنه يتمتع «بمظهر جيد، وصدر عريض وعميق، ويميل إلى السرعة بدلاً من الهرولة». في القرن الثامن عشر، تم تربية حصان غالاواي القصير في أودية سواليديل لنقل خام الرصاص.

كان نوعًا مشهورًا من الأحصنة القصيرة، وقد لوحظ في الأدب الإنجليزي عندما أشار شكسبير إلى «غالاوي ناجز» في هنري الرابع، الجزء الثاني.
«ادفعه إلى أسفل الدرج! أعلم أننا لسنا مزاج غالاوي؟» مسدس - هنري الرابع، الجزء 2 بقلم ويليام شكسبير
ذكرت دراسة استقصائية في عام 1814:
كانت مقاطعة غالاوي تمتلك في السابق سلالة من الخيول غريبة عن نفسها، والتي كانت في تقدير مرتفع بالنسبة للسرج، على الرغم من صغر حجمها، إلا أنها قوية ونشطة للغاية. كانت أكبر من المهور في ويلز وشمال إسكتلندا، وارتفعت من اثني عشر يدًا إلى أربعة عشر يدًا. من الواضح أن تربة غالاوي، في حالتها غير المحسنة، مهيأة لتربية مثل هذه السلالة من الخيول. وفي المستنقعات والجزء الجبلي من البلاد، لا يزال هناك عدد قليل من السلالات المحلية.... يكاد يكون هذا السلالة القديمة ضائعًا، حيث وجد المزارعون أنه من الضروري تربية خيول ذات وزن أكبر وأكثر تكيفًا مع الجر. ولكن مثل وجود جزء كبير من الدم القديم، يمكن تمييزها بسهولة، من خلال صغر الرأس والرقبة، ونقاء العظام. عادة ما تكون ذات لون فاتح أو بني، وأرجلها سوداء. يُطلق أحيانًا اسم غالاوي (بالإنجليزية: Galloway)‏ على الخيول ذات الحجم المتوسط بين المهر والحصان بالحجم الكامل، بغض النظر عن السلالة.
أثر حصان غالاوي بشكل كبير على حصان نيوفاوندلاند، وهايلاند بوني، ومهر فيل إنجلترا. مات من خلال التهجين لأن ذريته المهجنة كانت حيوانات مفيدة، مثل سلالة ناراغانسيت بيسر في رود آيلاند.
في أستراليا، يستخدم مصطلح غالاوي "Galloway" لوصف الخيول بين 14 إلى 15 شبر. وكان المصطلح مستخدمًا أيضًا في جنوب إفريقيا في أوائل القرن العشرين.

## روابط خارجية
- Fell Pony Museum collected material about Galloways